# Буринь
Бури́нь (МФА: [bʊˈrɪɲ] ( прослухати)) — місто в Україні, у Конотопському районі Сумської області, центр Буринської міської громади. Розташоване на річці Чаша, за 86 км від обласного центру (автошлях Р44). Населення — 9134 ос. (2022).

## Географія

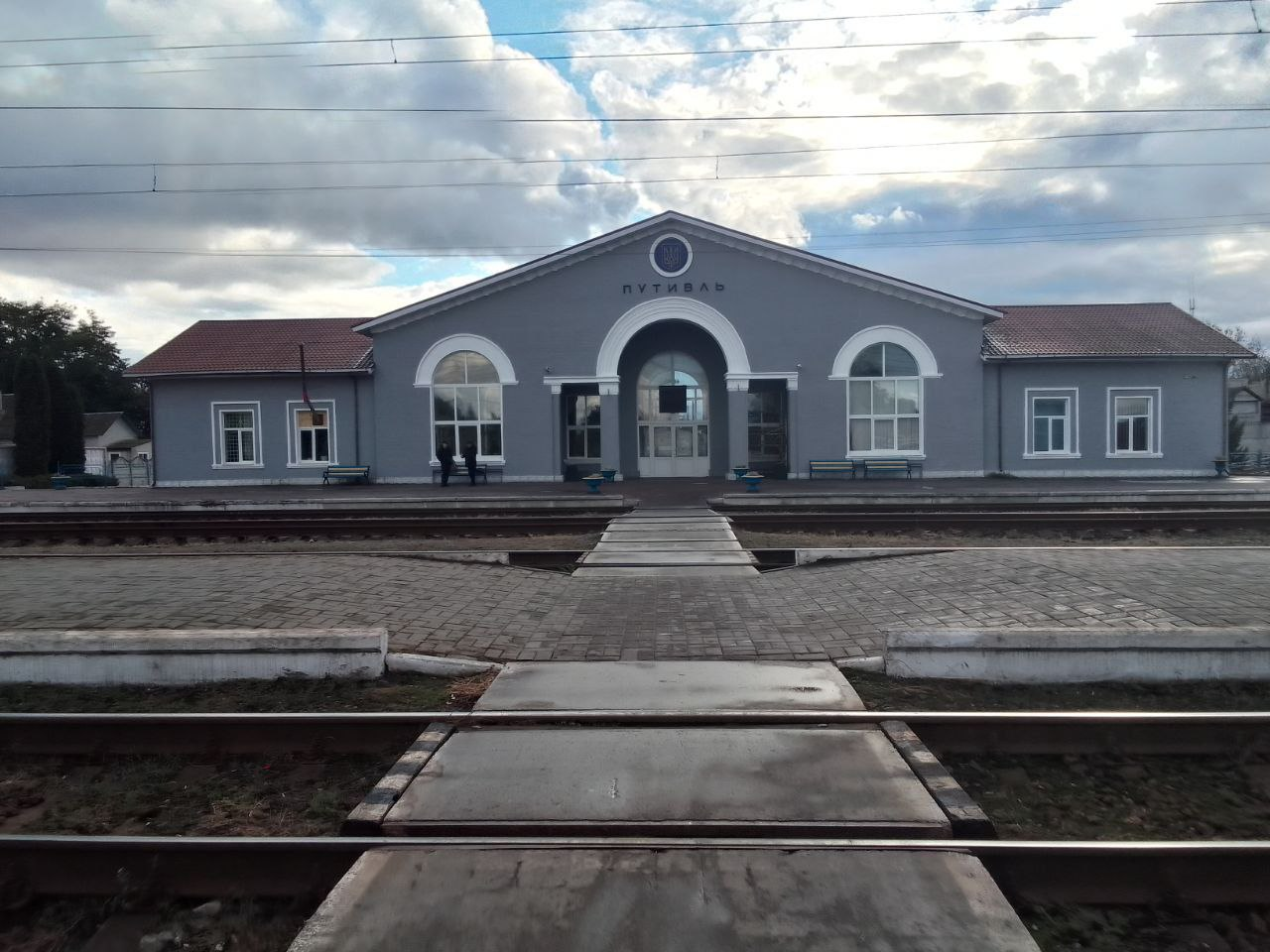
Залізнична станція Путивль

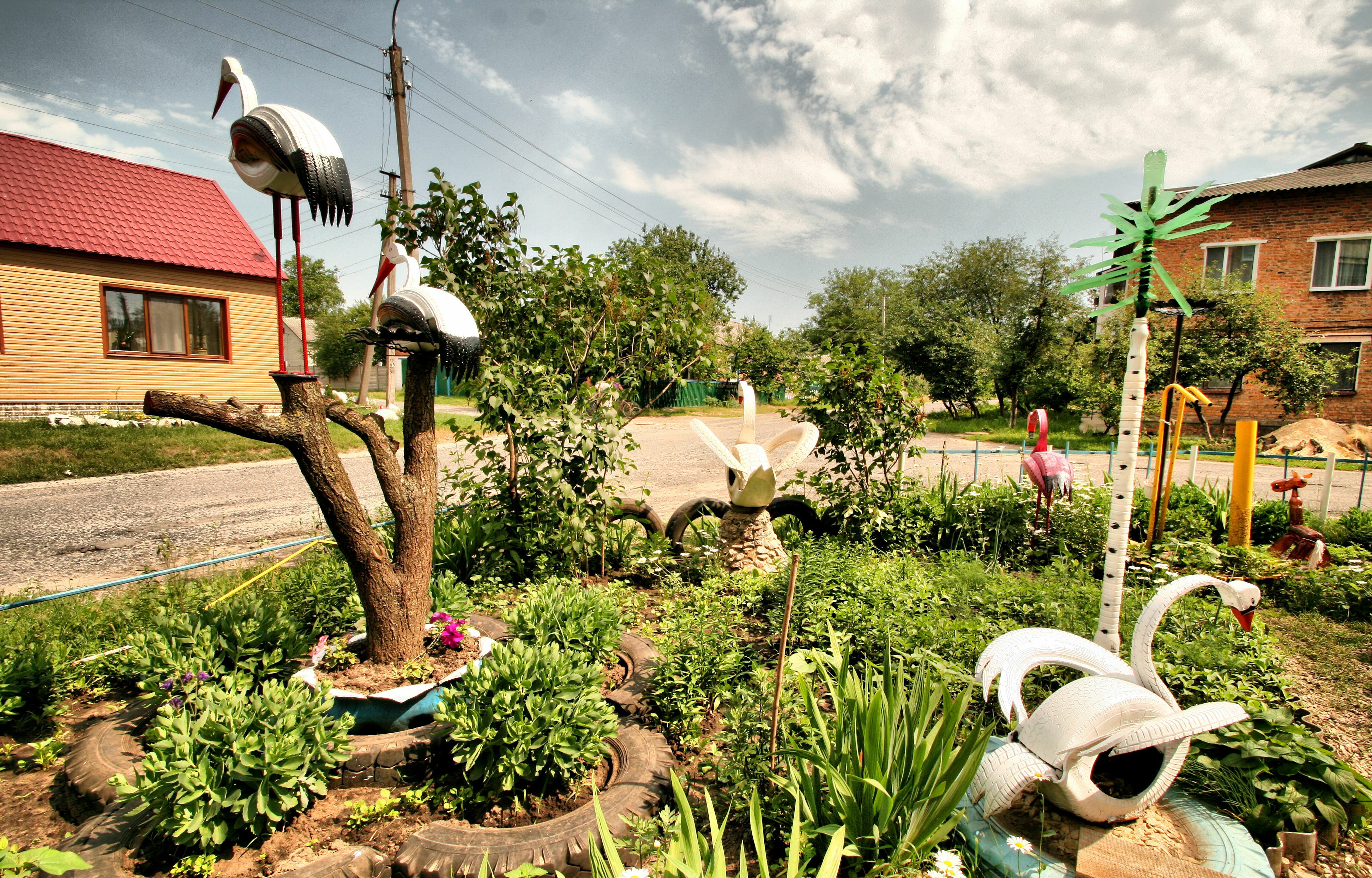
Вулицями міста

Місто Буринь знаходиться на березі річки Чаша, яка через 8 км впадає в річку Сейм. Вище за течією на відстані 2 км розташоване село Михайлівка, нижче за течією на відстані 1 км розташоване село Червона Слобода. На річці та її притоках зроблено кілька великих загат.
Через місто проходить залізниця, на якій знаходиться станція Путивль Південно-Західної залізниці. З моменту побудови вона мала назву Красне (за назвою близького села Красна Слобода). До Бурині ведуть автомобільні дороги Т 1910, Т 1914, Т 1916 і Т 1919.

## Етимологія
Походження назви міста Буринь невідомо, хоча існують деякі припущення. Деякі асоціюють давньоруське місто Бирин, що згадується у «Списку руських міст далеких і близьких» XIV століття, із Буринню, проте археологічними знахідками ця теорія не підтверджена. Існує також версія, що Буринь була заселена у XVII ст. переселенцями з селища Бориня (нині смт Турківського району Львівської області), адже і нині у Борині та Бурині живуть представники давніх родів: Гайдуки (Гайдукови), Сипливі, Бойки тощо.

## Історія
Перша письмова згадка про село Боринь (у деяких інших рукописних джерелах відома також як Баринь) датована 1688 роком, про що свідчить «Географический энциклопедический словарь» під редакцією А. Ф. Трьошнікова (Москва, видавництво «Советская энциклопедия», 1989, с. 88). Вона була осаджена вільними черкасами (так тоді московити звали українців) на землях пустоші Часького та Ослецького городищ, що мали назву «дикого поля» і належали попам путивльської церкви Миколи Чудотворця Великорецького.
Згідно з даними 6-ї ревізії у церковному поселенні мешкало 1080 осіб чоловічої статі.
Згодом Буринь стала слободою та центром волості Путивльського повіту Курської губернії. У 80-ті роки XVII ст. село перебувало у володінні церкви, а з 1769 р. належало різним поміщикам. Населення Бурині в основному займалось землеробством та тваринництвом. Розвивались гончарство та млинарство, а також торгівля.
У середині XIX ст. землі Буринської волості належали поміщикам Черепову, Головіну, графу Апраксіну. Місто було волосним центром, а 1926 р. стало центром району.
За даними на 1862 рік у казенному та власницькому селі Путивльського повіту Курської губернії мешкало 2893 особи (1412 чоловіків та 1481 жінка), налічувалось 360 дворових господарств, існували православна церква та училище.
Велике значення для розвитку Бурині мало будівництво в середині XIX ст. залізниці. У 1869 р. було побудовано залізничну станцію Красне (нині має назву Путивль).
Станом на 1880 рік у колишньому державному та власницькому селі, центрі Буринської волості, мешкало 3011 осіб, налічувалось 479 дворових господарств, існували 2 православні церкви, школа, поштова станція, 5 лавок, 5 постоялих дворів, 47 вітряних млинів, вівчарний завод та цегельний завод.
Наприкінці XVIII ст. в Бурині проживало 1001 чол., в 1860 р. — 2893 чол., в 1895 р. — 4192 чол., а напередодні Першої світової війни — 5911 чол.
Під час організованого радянською владою Голодомору 1932—1933 років померло щонайменше 90 жителів міста.
У 2008 році Буринський цукровий завод припинив функціонувати. Надалі підприємство почали розбирати на металобрухт. А вже 12 грудня 2009 року Господарський суд Сумської області визнав завод банкрутом.
6 липня 2017 року - Буринь стала центром новоствореної Буринської міської громади, до складу якої увійшли 18 навколишніх сіл.
27 жовтня 2018 року Святійший Патріарх Київський і всієї Руси-України Філарет в Бурині звершив чин освячення новозбудованого храму на честь святих мучениць Віри, Надії, Любові та матері їх Софії.
17 липня 2020 року - у межах загальноукраїнської реформи районів Буринський район ліквідовано, а територію громади включено до Конотопського району.
25 лютого 2021 року - у Бурині відчинився ЦНАП.
З 24 лютого 2022 року місто перебувало під окупацією частин складу 1-ї танкової армії та 2-ї мотострілецької дивізії російських військ. 
З 3 квітня 2022 року місто звільнене бійцями 93 окремої механізованой бригади ЗСУ "Холодний Яр.
18 вересня 2022 року над містом пройшов буревій. За свідченням очевидців, вітер сягав шквальних поривів до 25-30 м/с. 8 людей травмовано, 1 загинула. Пошкодженно 273 будівлі, 1 АЗС та територію ФГ "Едельвейс 2007".
18 квітня 2023 року завершилась наймаштабніша процедура перейменування назв вулиць та провулків населених пунктів Буринської територіальної громади.
28 липня 2025 року російські війська атакували місто чотирма БПЛА типу "Shahed-136" 1 продавчиня отримала поранення обійшлося без жертв. Збройні сили України що в той же день під час нічного бойового чергування було знищено 2 БПЛА типу "Shahed-136"

## Політика

### Парламентські вибори, 2019
На позачергових парламентських виборах 2019 року у місті функціонувало 5 окремих виборчих дільниць № 5900060–590063, 590095.
Результати
- зареєстровано 8577 виборців, явка 49,38%, найбільше голосів віддано за «Слугу народу» — 50,46%, за Всеукраїнське об'єднання «Батьківщина» — 17,46%, за «Опозиційну платформу — За життя» — 8,28%[7]. В одномандатному окрузі найбільше голосів отримав Віктор Ладуха (Всеукраїнське об'єднання «Батьківщина») — 40,67%, за Максима Гузенка (Слуга народу) — 36,44%, за Анатолія Кобзаренка (самовисування) — 8,37%[8].

## Населення

### Чисельність
| 1926     | 1939     | 1959     | 1970     | 1979     | 1989     | 2001     |
| -------- | -------- | -------- | -------- | -------- | -------- | -------- |
| ▲ 1 325  | ▲ 7 688  | ▲ 8 596  | ▲ 10 001 | ▲ 11 591 | ▲ 12 893 | ▼ 11 678 |
| 2003     | 2004     | 2005     | 2006     | 2007     | 2008     | 2009     |
| ▼ 11 429 | ▼ 11 121 | ▼ 10 818 | ▼ 10 496 | ▼ 10 262 | ▼ 9 927  | ▼ 9 666  |
| 2010     | 2011     | 2012     | 2013     | 2014     | 2015     | 2016     |
| ▼ 9 456  | ▼ 9 319  | ▼ 9 222  | ▼ 9 134  | ▼ 9 031  | ▼ 8 920  | ▼ 8 836  |
| 2017     | 2018     | 2019     | 2020     | 2021     | 2022     |          |
| ▼ 8 787  | ▼ 8 724  | ▼ 8 591  | ▼ 8 476  | ▼ 8 359  | ▼ 8 197  |          |

### Національний склад
Розподіл населення за національністю за даними перепису 2001 року:
| Національність  | Відсоток |
| --------------- | -------- |
| українці        | 94,68%   |
| росіяни         | 4,17%    |
| білоруси        | 0,40%    |
| роми            | 0,28%    |
| інші/не вказали | 0,47%    |

### Мова
Розподіл населення за рідною мовою за даними перепису 2001 року:
| Мова            | Чисельність, осіб | Доля   |
| --------------- | ----------------- | ------ |
| Українська      | 11 065            | 95,33% |
| Російська       | 470               | 4,05%  |
| Білоруська      | 28                | 0,24%  |
| Ромська         | 11                | 0,10%  |
| Вірменська      | 9                 | 0,08%  |
| Румунська       | 3                 | 0,03%  |
| Болгарська      | 2                 | 0,02%  |
| Єврейська       | 1                 | 0,01%  |
| Інші/Не вказали | 18                | 0,14%  |
| Разом           | 11 607            | 100%   |

## Економіка
Серед провідних підприємств міста — ВАТ «Буринський завод сухого молока», продукція якого відома не лише в Україні, а і в Росії, Грузії, Вірменії.
На Буринському елеваторі можна розмістити 124 тисячі тонн продукції. Це одне з найбільших підприємств району, яке працює стабільно.

## Пам'ятки природи

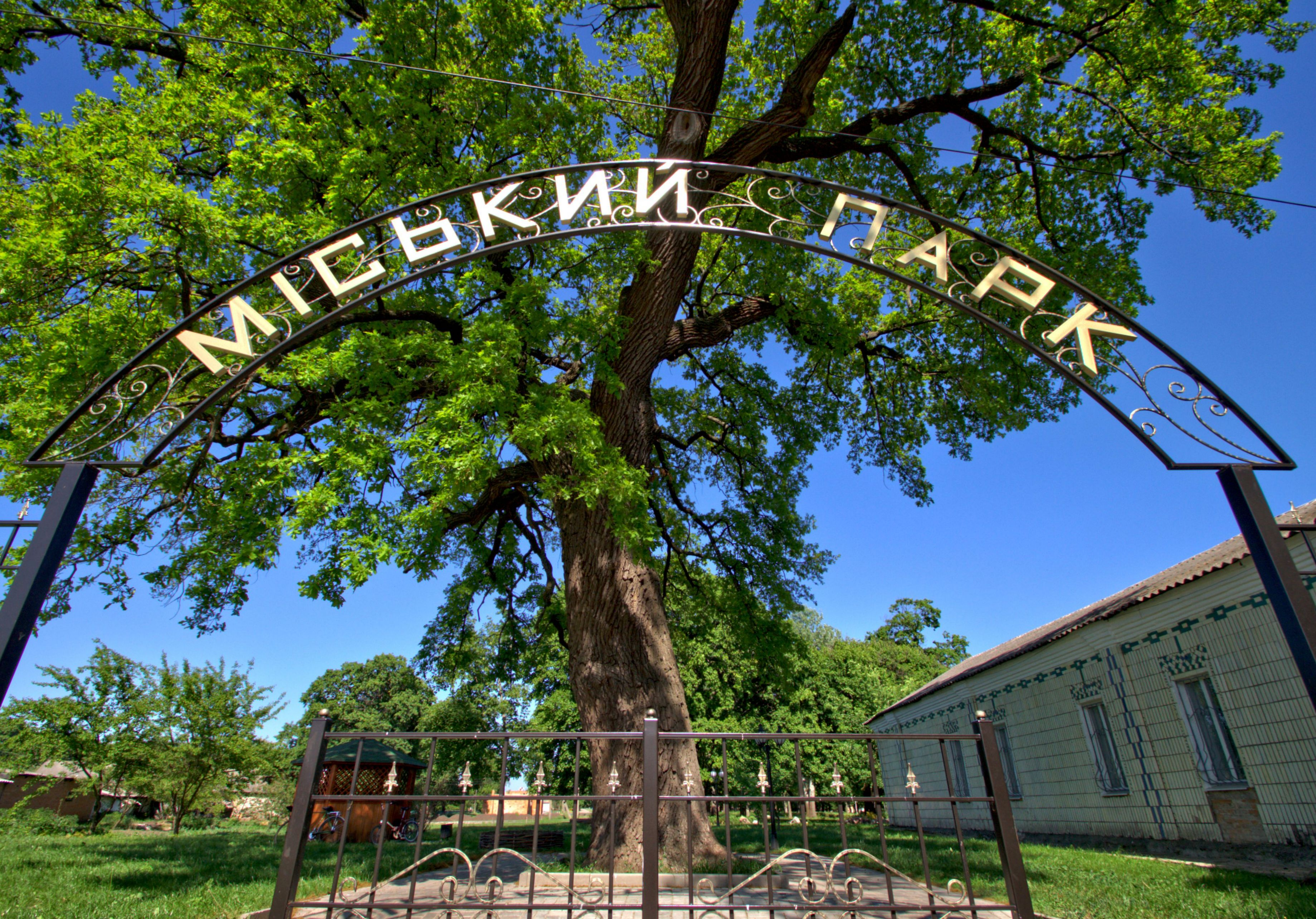
Віковий дуб у міському парку

- «Віковий дуб у Бурині» — ботанічна пам'ятка природи
- «Гайдукова криниця» — гідрологічна пам'ятка природи

## Відомі люди

### Народилися
- Анохін Василь Сергійович (1915—1975) — український прозаїк, драматург, педагог.
- Іноземцев Георгій Іванович (1877-1962) - живописець, графік, педагог. Випускник Одеського художнього училища, викладач Ярославського художнього училища.
- Каніщенко Леонід Олексійович (1929-- 2023) — український вчений-економіст, педагог, громадський діяч.
- Колесник Раїса Самсонівна (нар. 1939) — українська оперна, камерна співачка, лірико-колоратурне сопрано.
- Кравченко Віталій Миколайович (1976—2015) — капітан Збройних сил України, учасник російсько-української війни.
- Кривопишин Володимир Іванович (1959—2012), шоумен, гуморист, активіст КВК, науковець. Закінчив Сумське музичне училище та Сумську філію Харківського політехнічного інституту. 17 років викладав у рідному виші, займався науковою роботою. Автор 12 наукових публікацій та 14 винаходів. Працював також в гімназії № 1 м. Суми.
- Лавошник Юрій Миколайович (1977—2014) — капітан Збройних сил України, учасник російсько-української війни.
- Овчинников Михайло Михайлович (1930) — проректор з навчальної роботи, декан лісоінженерного факультету, завідувач кафедри водного транспорту лісу та гідравліки Санкт-Петербузької лісотехнічної академії з 1991 р.; випускник Ленінградської лісотехнічної академії 1954 р., доктор технічних наук, професор; академік РАЕН (1995); член Всеросійського бюро секції наук про ліс РАЕН, голова Північно-Західного відділення РАЕН по секції наук про ліс; нагороджений срібною медаллю РАЕН «Автору наукового відкриття» (1996).
- Павлов Йосиф Володимирович, генерал-майор імператорської армії, народився 24.09.1866 р. (за ст. ст.) у селі Буринь Путивльського повіту Курської губернії у родині місцевого поміщика підпоручика Володимира Володимировича Павлова та його дружини Єлизавети Петрівни. Хрещеними батьками були поміщик с. Червоної Слободи губернський секретар Никанор Васильович Масалітінов та вдова колезька радниця Єлизавета Іванівна Полякова. Таїнство хрещення здійснив священик буринської Вознесенської церкви о. Симеон Коренський за участі дячка Андрія Ємельянова. (ДАСО, фонд 1191, опис 1, справа 1, аркуш 433/зворот)
- Павлов Всеволод Володимирович (1898—1972) — радянський вчений-єгиптолог.
- Педан Адольф Мелентійович (1936—1999) — український художник-мультиплікатор.

### Навчалися
- Богопольський Арнольд Олександрович (?—?) — випускник СДПІ ім. А. С. Макаренка, талановитий викладач фізики, заслужений вчитель України (1991), автор посібника «Електрика та магнетизм», який нині живе в Ізраїлі.

## Галерея

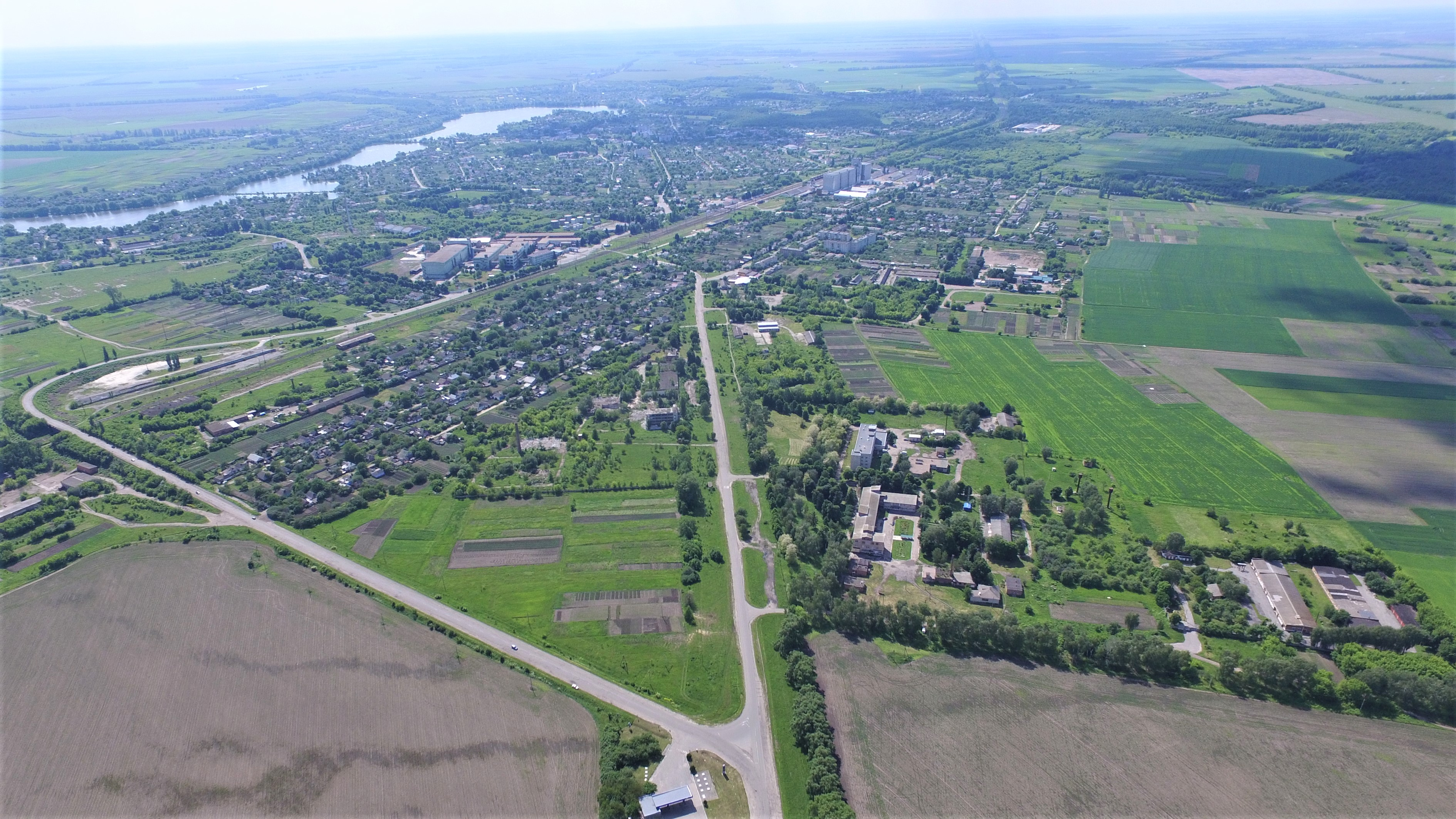
Аеросвітлина міста
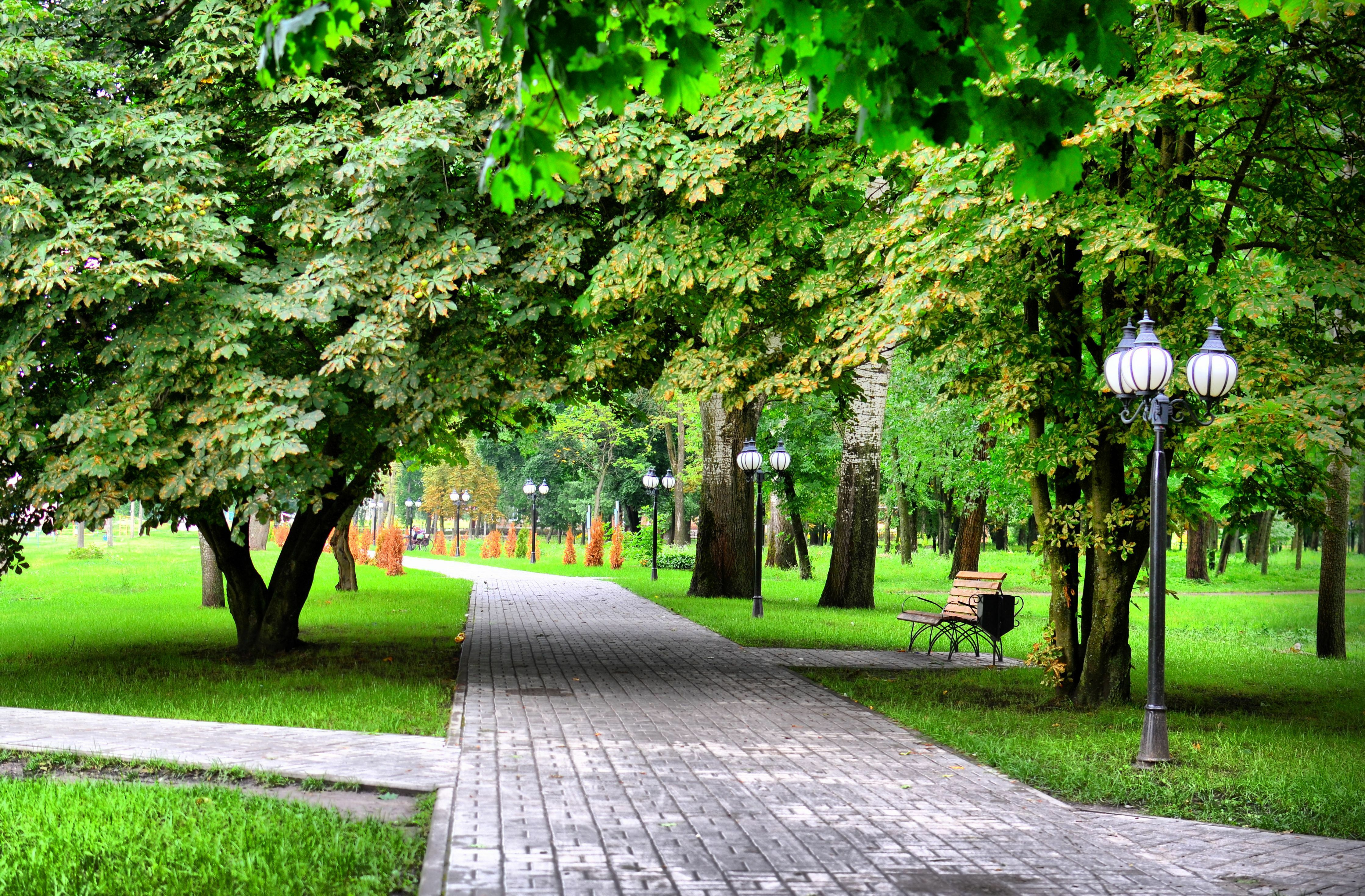
Алея в Буринському парку
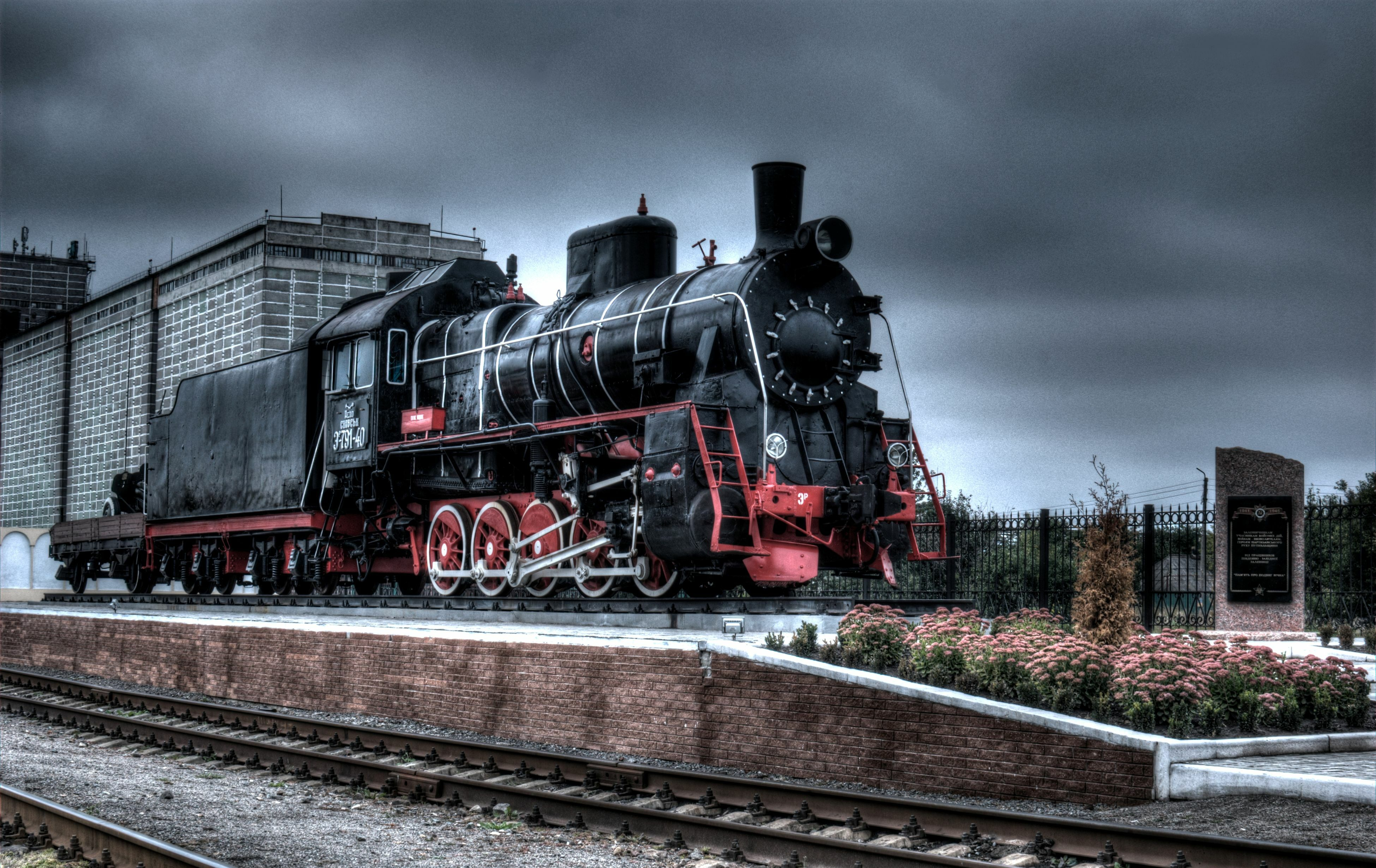
Локомотив-пам'ятник на вокзалі